# Verordnung (EG) Nr. 1030/2002 (Einheitlicher Aufenthaltstitel)
Die Verordnung (EG) Nr. 1030/2002 zur einheitlichen Gestaltung des Aufenthaltstitels für Drittstaatenangehörige regelt das schengenweite Aussehen der Aufenthaltstitel, die von den Mitgliedstaaten des Schengen-Raums an Drittstaatsangehörige ausgegeben werden. Die Verordnung regelt nicht die Gestaltung von Visa. Hierzu ist die Verordnung (EG) Nr. 1683/95 über eine einheitliche Visagestaltung ergangen.

## Geltungsbereich
Die Verordnung gilt in allen Mitgliedstaaten der Europäischen Union mit Besonderheiten in Dänemark und Irland unmittelbar und setzt entgegenstehende nationale Regelungen außer Kraft. Sie gilt außerdem als Weiterentwicklung des Schengen-Besitzstands in den assoziierten Staaten Island, Liechtenstein, Norwegen und der Schweiz, die die Verordnung in ihr nationales Recht übernommen haben. 
Dänemark ist nicht verpflichtet, die Verordnung zu übernehmen, darf aber für eine Annahme optieren und ist dann gegenüber der EU völkerrechtlich gebunden. Irland hat sich nur an der Änderungsverordnung von 2008 beteiligt, nicht jedoch an der Änderungsverordnung von 2017.
Während der Mitgliedschaft des Vereinigten Königreichs in der EU galten die Urfassung von 2002 und die Änderungsfassung von 2008 auch dort.

## Geschichte

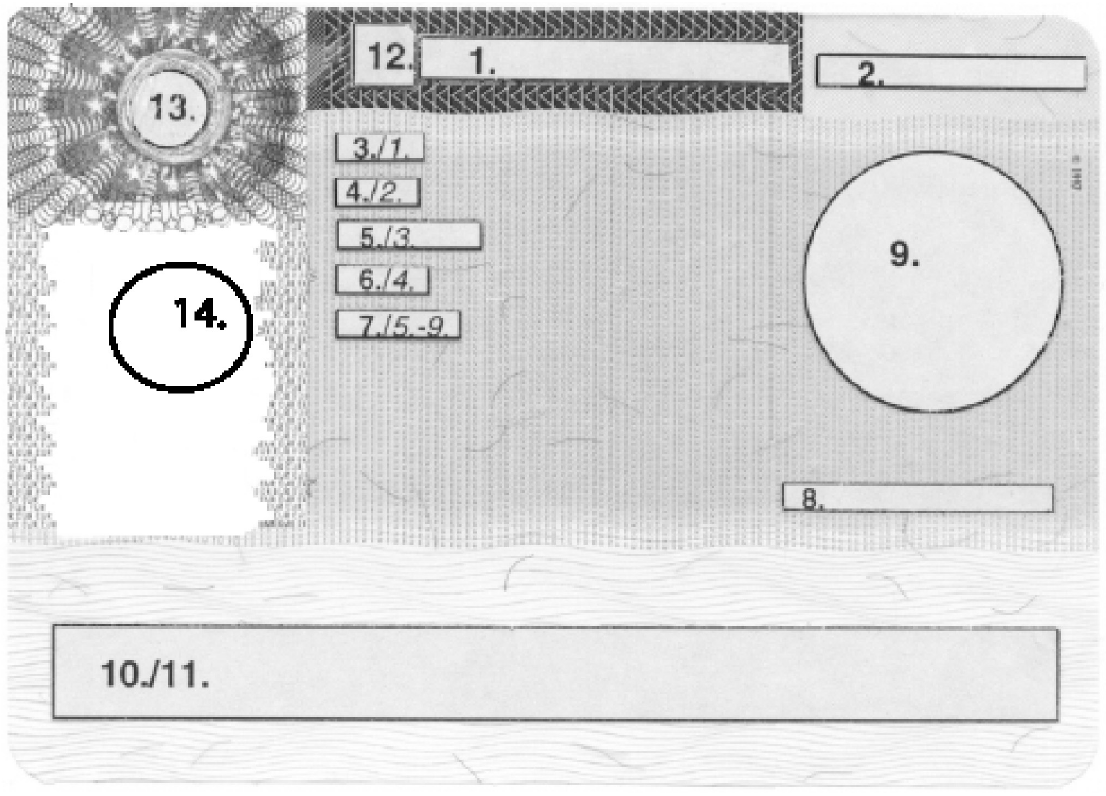
Aufenthaltstitel in Aufkleberform im ID-2-Format ab 2002

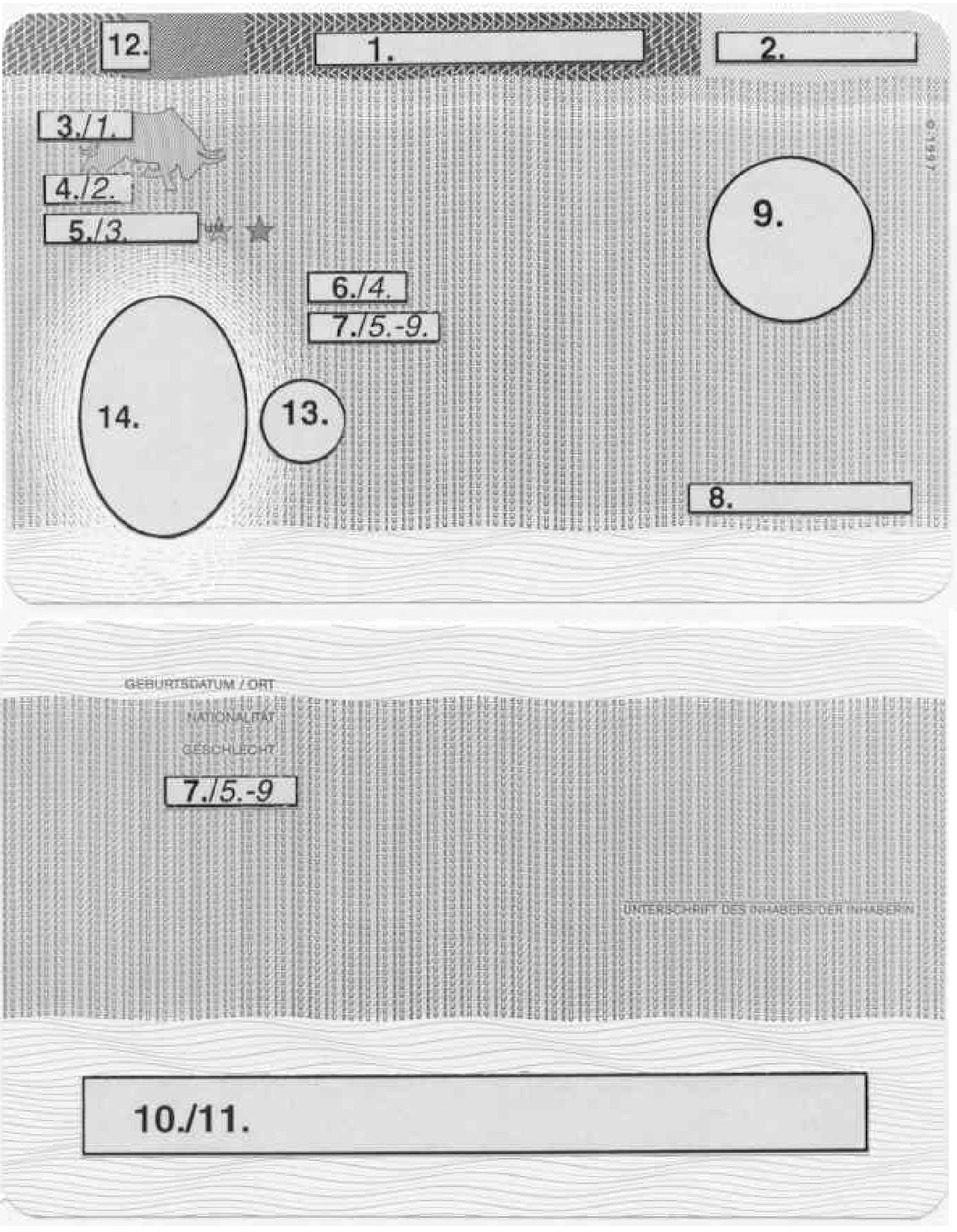
Aufenthaltstitel in Kartenform im ID-1-Format ab 2002

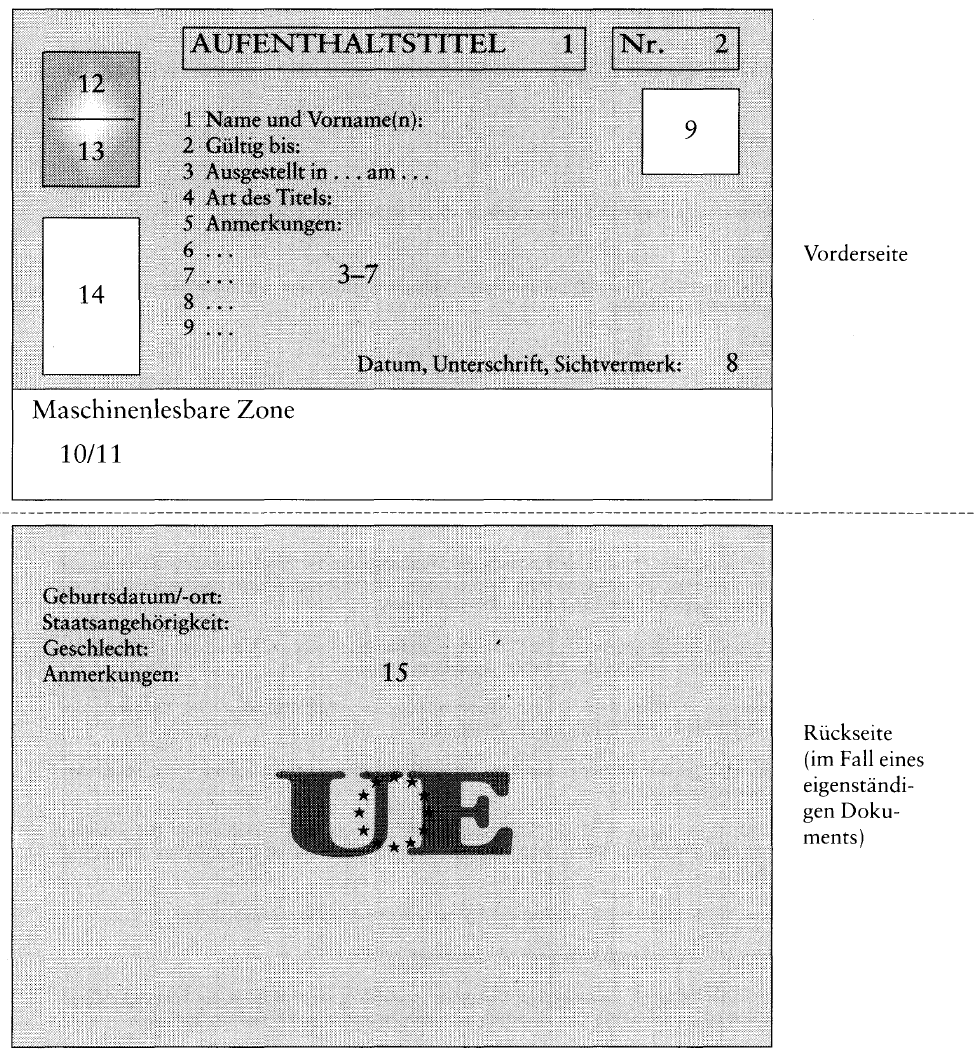
Einheitlicher Aufenthaltstitel ab 1996

Die Idee einheitlicher Muster für Aufenthaltstitel innerhalb der Europäischen Union geht auf die zweite Hälfte der 1990er Jahre zurück. Bereits am 16. Dezember 1996 hatten die Mitgliedstaaten auf administrativer Ebene beschlossen, die Aufenthaltstitel einheitlich zu gestalten, wobei die beschlossene Vorlage nur einen Rahmen, aber noch kein detailliertes Muster vorgab.
Eine erste detaillierte Regelung normativer Art folgte im Jahre 2002. Die Urfassung der Verordnung ging davon aus, Aufenthaltstitel in Aufkleberform oder als eigenständiges Dokument anzubieten, die zwar bereits ein Lichtbild und eine maschinenlesbare Zone vorsahen, aber noch keine biometrischen Daten enthielten. Dabei wurde die unterschiedliche Praxis in den Mitgliedstaaten berücksichtigt, entweder einen Aufkleber in den Nationalpass des Drittstaatsangehörigen im ID-2-Format einzukleben oder ihm eine Karte aus Kunststoff – entweder im ID-1-Format (wie auf der nebenstehenden Abbildung zu sehen) oder in dem etwas größeren ID-2-Format (ohne Abbildung) auszuhändigen. Alle Formate orientierten sich an den Spezifikationen des ICAO-Dokuments über maschinenlesbare Visa (Dokument 9303 Teil 2), die Kartenversionen an den Spezifikationen über maschinenlesbare Reisedokumente (Karten) (Dokument 9303 Teil 3).

## Biometrische Karten ab 2008

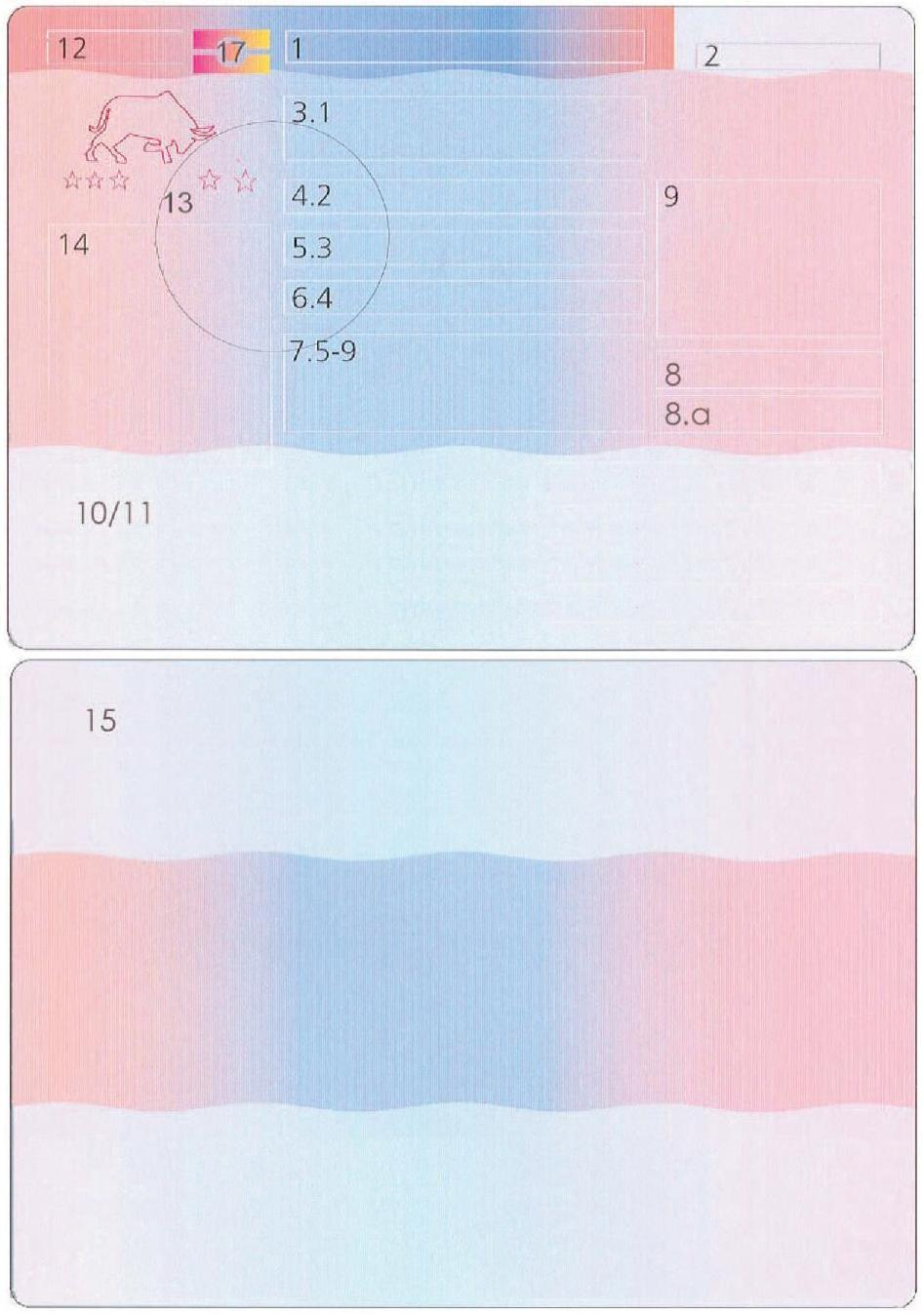
EU-einheitliches Muster eines Aufenthaltstitels in Kartenform im ID-2-Format ab 2008

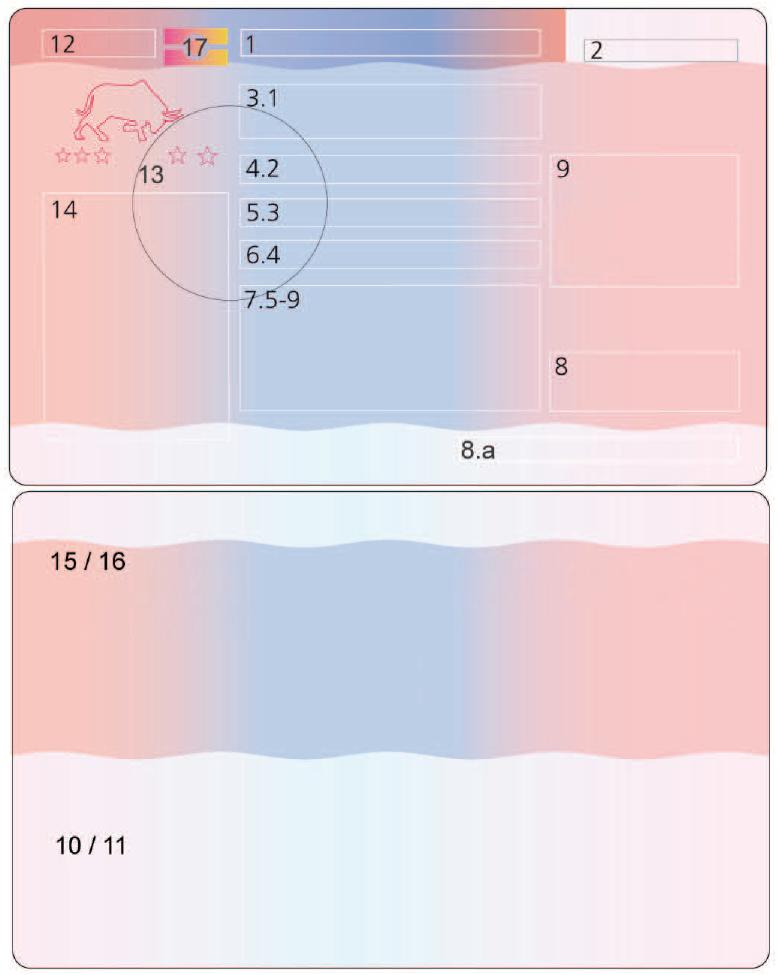
Häufigste Form des Aufenthaltstitels: EU-einheitliches Muster in Kartenform im ID-1-Format ab 2008

Mit der Änderungsverordnung (EG) Nr. 380/2008 vom 18. April 2008 – von der Literatur auch als eAT-Verordnung bezeichnet – begann die Implementierung biometrischer Informationen, die in einem RFID-Chip auf der Karte gespeichert wurden. Dazu gehörten ein Gesichtsbild und zwei Fingerabdrücke. Zugleich sollte mit der Neuerung die Nutzung neuer Technologien wie elektronischer Behördendienste und der digitalen Signatur für den Zugang zu elektronischen Diensten erleichtert werden. Den Mitgliedstaaten stand es frei, für innerstaatliche Zwecke Daten entweder in den RFID-Chip aufzunehmen oder für diese Zwecke ein Dual Interface oder einen gesonderten Kontaktchip im Aufenthaltstitel vorzusehen, der auf der Rückseite der Karte anzubringen war. Deutschland entschied für seinen Bereich, den elektronischen Aufenthaltstitel technisch so auszugestalten, dass die Nutzung als „Elektronischer Identitätsnachweis“ möglich war. Der elektronische Identitätsnachweis konnte nur bei zweifelsfrei nachgewiesener Identität freigeschaltet beziehungsweise genutzt werden. Beruhten die Angaben zur Person und Identität lediglich auf den eigenen Angaben des Ausländers, konnte regelmäßig nicht von einer zweifelsfrei nachgewiesenen Identität ausgegangen werden. In diesen Fällen war die Funktion des elektronischen Identitätsnachweises durch die Ausländerbehörde auszuschalten.
Infolge einer Anregung der EU-Mitgliedstaaten wurde durch Einfügung eines Art. 5 a in die Verordnung die Grundlage dafür geschaffen, dass das einheitliche Muster auch für Familienangehörige von Unionsbürgern verwendet werden darf. Dieser Personenkreis ist zwar Drittstaatsangehöriger, bedarf aber keiner zu erteilenden Aufenthaltserlaubnis, weil er bereits kraft Unionsrechts ein unmittelbares Aufenthaltsrecht hat. Er muss seinen Aufenthaltsstatus aber zuweilen nachweisen können und erhält dafür eine Aufenthaltskarte oder eine Daueraufenthaltskarte. Deutschland hat von der Möglichkeit, Aufenthaltskarten und Daueraufenthaltskarten nach dem einheitlichen Aufenthaltstitelmuster zu erteilen, Gebrauch gemacht. Statt Aufenthaltstitel erscheinen die Bezeichnungen Aufenthaltskarte oder Daueraufenthaltskarte im Kopf der Karten.
Die Kartenvarianten wurden von dem deutschen Grafiker Reinhold Gerstetter gestaltet. Von ihm stammt die Idee mit dem Umriss eines Stiers im Zusammenhang mit der griechischen Mythologie zu Europa und dem Stier.
Für die Karten waren zwei Größen, das ID-1-Format und das ID-2-Format vorgesehen. Die Implementierung eines Chips hatte zur Folge, dass das Aufklebermodell nicht mehr fortgeführt werden konnte. Aufkleber nach dem bisherigen Muster durften noch bis zu zwei Jahren nach Annahme der technischen Spezifikationen für das Gesichtsbild ausgestellt werden (Art. 9 Abs. 5 der Verordnung). Mit der Einführung des elektronischen Aufenthaltstitels waren von den Betroffenen deutlich höhere Gebühren zu bezahlen. Allein die Produktkosten für einen elektronischen Aufenthaltstitel, die an den Dokumentenhersteller (in Deutschland: die Bundesdruckerei) abzuführen waren, beliefen sich im Mai 2011 auf 30,80 Euro. Für das Klebeetikett entstanden nur Kosten in Höhe von 0,78 Euro.
Die Änderungsverordnung trat am 19. Mai 2008 in Kraft und war ein Jahr nach Annahme der Sicherheitselemente und ‑anforderungen anzuwenden. In Deutschland wurde die Änderungsverordnung durch das 
Gesetz zur Anpassung des deutschen Rechts an die Verordnung (EG) Nr. 380/2008 des Rates vom 18. April 2008 zur Änderung der Verordnung (EG) Nr. 1030/2002 zur einheitlichen Gestaltung des  Aufenthaltstitels für Drittstaatenangehörige vom 12. April 2011 und die Sechste Verordnung zur Änderung der Aufenthaltsverordnung vom 22. Juli 2011 mit Wirkung vom 1. September 2011 umgesetzt. Ergänzungen erfolgten durch das Gesetz zur Umsetzung der Hochqualifizierten-Richtlinie der Europäischen Union vom 1. Juni 2012, das Gesetz zur Verbesserung der Rechte von international Schutzberechtigten und ausländischen Arbeitnehmern vom 29. August 2013 und durch die Sechzehnte Verordnung zur Änderung der Aufenthaltsverordnung vom 14. Juli 2017.

## Änderungen 2017 – aktuelle Rechtslage

In Deutschland seit 19. Dezember 2019 ausgegebener Aufenthaltstitel

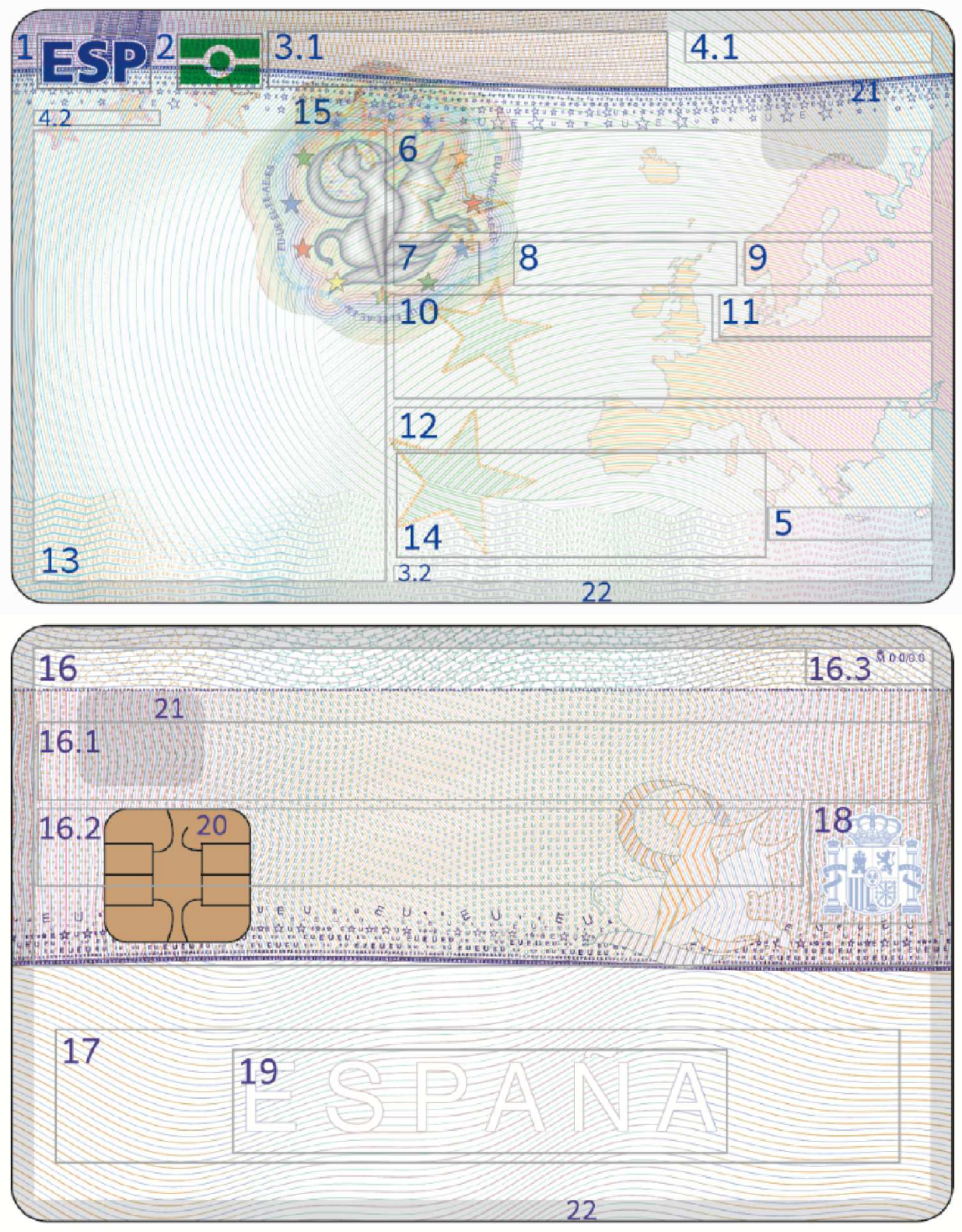
Im Oktober 2017 auf europäischer Ebene vorgestelltes Muster eines Aufenthaltstitels

Mit der Änderungsverordnung (EU) 2017/1954 vom 25. Oktober 2017 wurde auf schwerwiegende Fälschungs- und Betrugsfälle reagiert, die die bisher verwendeten Muster als nicht mehr sicher genug erscheinen ließen.
Die Änderungsverordnung sieht weder ein Aufklebermodell noch das früher verwendete ID-2-Karten-Format vor. Aufenthaltstitel werden nun einheitlich im ID-1-Kartenformat ausgestellt. Die Karte besteht vollständig aus Polycarbonat oder einem vergleichbaren synthetischen Polymer und soll eine Lebensdauer von 10 Jahren haben. Als Datenträger wird wiederum ein kontaktloser RFID-Mikrochip verwendet, der dieselben biometrischen Daten wie das Vorgängermodell enthält. Den Mitgliedstaaten steht es wiederum frei, für innerstaatliche Zwecke ein Dual Interface oder einen gesonderten Kontaktchip auf der Rückseite anzubringen. In Deutschland erhielt der neue elektronische Aufenthaltstitel nationale Designelemente und Mikroschriften.
Die Vorderseite der Karte trägt ein verbessertes beugungsoptisches variables Merkmal (DOVID), dessen Identifizierungsmerkmal und Sicherheitsniveau mindestens dem Sicherheitsmerkmal der einheitlichen Visummarke entspricht.
Die Felder der Vorderseite des auf den Abbildungen linken Kartenmusters bedeuten: 
1. Im Untergrunddruck der dreistellige Ländercode des ausstellenden Mitgliedstaats gemäß dem ICAO-Dokument 9303 über maschinenlesbare Reisedokumente.
2. Das ICAO-Symbol für ein maschinenlesbares Reisedokument mit einem kontaktlosen Mikrochip (e-MRTD-Symbol), in optisch variabler Druckfarbe. Es erscheint je nach Betrachtungswinkel in unterschiedlichen Farben.
3.1. Der Titel des Dokuments (Aufenthaltstitel) erscheint in der/den Sprache(n) des ausstellenden Mitgliedstaats.
3.2. Die Wiederholung des in Feld 3.1 genannten Titels des Dokuments in mindestens einer (maximal zwei) weiteren Amtssprache(n) der Organe der Union, um die Erkennung der Karte als Aufenthaltstitel von Drittstaatenangehörigen zu erleichtern.
4.1. Dokumentennummer.
4.2. Die Wiederholung der Dokumentennummer (mit besonderen Sicherheitsmerkmalen).
5. Die Kartenzugriffsnummer (card access number – CAN).
6. Name: Nachname(n) und Vorname(n), in dieser Reihenfolge
7. Geschlecht.
8. Staatsangehörigkeit.
9. Geburtsdatum.
10. Art des Titels: Hier wird spezifiziert, welche Art von Aufenthaltstitel der Mitgliedstaat dem Drittstaatenangehörigen erteilt hat.
11. Das Gültigkeitsdatum des Dokuments.
12. Anmerkungen: Die Mitgliedstaaten können zusätzlich für den innerstaatlichen Gebrauch Hinweise und Bemerkungen, die aufgrund ihrer Bestimmungen für Drittstaatenangehörige erforderlich sind, insbesondere Bemerkungen zur Arbeitserlaubnis oder zur unbegrenzten Gültigkeit der Aufenthaltserlaubnis, eintragen.
13. Ein Lichtbild wird sicher in die Karte integriert und durch ein beugungsoptisch variables Merkmal („diffractive optically variable image device“ – DOVID) gesichert.
14. Unterschrift des Inhabers.
15. DOVID zum Schutz des Lichtbilds.
Die Felder der Rückseite des auf den Abbildungen linken Kartenmusters bedeuten: 
16. Anmerkungen: Die Mitgliedstaaten können zusätzlich für den innerstaatlichen Gebrauch Hinweise und Angaben, die aufgrund ihrer Bestimmungen für Drittstaatenangehörige vorgeschrieben sind, insbesondere Angaben zur Arbeitserlaubnis eintragen; daran schließen sich zwei Pflichtangaben an:
16.1. Ausstellungsdatum, Ausstellungsort/ausstellende Behörde
16.2. Geburtsort
Den Angaben 16.1 und 16.2 können fakultative Angaben wie „Anschrift des Inhabers“ folgen.
16.3. Fakultatives Feld für Angaben zur Herstellung der Karte, wie Name des Herstellers, Versionsnummer usw.
17. Maschinenlesbare Zone gemäß den Richtlinien des ICAO-Dokuments 9303 über maschinenlesbare Reisedokumente.
18. Hoheitszeichen des Mitgliedstaats.
19. Maschinenlesbare Zone
20. Als Datenträger wird ein RF-Chip verwendet; optional ist für innerstaatliche Zwecke ein Dual Interface oder ein gesonderter Kontaktchip in den Aufenthaltstitel aufzunehmen.
21. Fakultatives transparentes Fenster.
22. Fakultative transparente Umrandung.
Die Änderungsverordnung trat am 21. November 2017 in Kraft, war aber gemäß ihrem Art. 3 Abs. 2 erst 15 Monate nach Annahme der zur Durchführung festzulegenden technischen Spezifikationen – das war am 3. Dezember 2018 – mithin ab 3. März 2020 anzuwenden.
Die Verordnung wurde in Deutschland durch die Verordnung zur Anpassung von aufenthalts- und personalausweisrechtlichen Vorschriften vom 13. Dezember 2019 ausgeführt. Weitere Ergänzungen gab es durch die Achtzehnte Verordnung zur Änderung der Aufenthaltsverordnung (18. AufenthVÄndV) vom 26. November 2020. und durch die Verordnung zu automatisierten Datenabrufen aus den Pass- und Personalausweisregistern sowie zur Änderung der Passverordnung, der Personalausweisverordnung und der Aufenthaltsverordnung vom 20. August 2021.

## Ausnahmsweise Klebeetiketten in Deutschland

Muster eines in Deutschland verwendeten Aufklebers mit höchstens einmonatiger Gültigkeit in entsprechender Anwendung der Verordnung (EG) Nr. 1030/2002

Deutschland hat in § 78a Abs. 1 Satz 1 AufenthG in Übereinstimmung mit Art. 1 Abs. 2 Buchstabe Nr. iii der Verordnung bestimmt, dass die Verlängerung eines bestehenden Aufenthaltstitels zur Vermeidung außergewöhnlicher Härten für höchstens einen Monat auch durch einen Papieraufkleber herkömmlicher Art erfolgen kann. In der Anlage D14 zur AufenthV finden sich entsprechende Klebetikettmuster, deren Aussehen in der Verordnung (EG) Nr. 1030/2002 jedoch nicht ausdrücklich geregelt sind, weil Aufenthaltstitel bis zu einem Monat Gültigkeit vom Anwendungsbereich der EU-Verordnung ausgenommen sind. Diese Vorgehensweise beruht auf einer nationalen Entscheidung.